# Фик Ілля Михайлович
Ілля́ Миха́йлович Фик (народ. 26 листопада 1948 р. на Волині, у м. Ківерці) — український вчений, фахівець у галузі нафтогазової інженерії, доктор технічних наук, професор, канд. геол.-мінералогічних наук, с. н. с. з розробки нафтогазових родовищ, Заслужений працівник Укргазпрому, зав. кафедри «Видобування нафти, газу та конденату» НТУ «ХПІ» та кафедри геології ХНУ ім. В. Н. Каразіна, віце-президент та академік УНГА, член ЦКР Міненерговугілля України, Експерт МОН, заст. директора ТОВ «Карпатигаз», лауреат Державної премії України в галузі науки і техніки.
Наукові інтереси: підготовка сировинної бази нафтогазовидобування, транспортування і підземне зберігання газу, проектно-кошторисна документація для будівництва, інноваційної реконструкції об'єктів нафтогазовидобувної промисловості. Наукові та виробничі досягнення І. М. Фика стосуються підрахунку запасів газу; розробки петрофізичної моделі залишкової газонасиченості пласта; вибору систем розробки газоконденсатних родовищ України; розробки нових систем підвищення газоконденсатовилучення вуглеводнів з пласта, перепуску газу, ступінчатому сайклінг-процесу тощо.

## З біографії
Ілля Михайлович Фик народився 26 листопада 1948 р. на Волині, у м. Ківерці, в сім'ї робітників. Ще зі шкільних років мріяв стати геологом, захоплювався краєзнавством, туризмом. Брав участь у туристичних змаганнях, де отримав І спортивний розряд з туризму. Після закінчення середньої школи у м. Ківерці у 1966 р. вступив до геологорозвідувального факультету Івано-Франківської філії Львівського політехнічного інституту. У 1971 р. закінчив з відзнакою Івано-Франківський інститут нафти і газу за спеціальністю «Геофізичні методи пошуків та розвідки родовищ корисних копалин».
В трудовому колективі Українського науково-дослідного інституту природних газів (м. Харків) пройшов шлях від інженера до директора інституту.
Трудовий шлях:
- 1971—1984 — інженер, с. н. с. (Український науково-дослідний інститут природних газів — УкрНДІгаз)
  - У цей же період підготував і захистив кандидатську дисерстацію: Фик І. М. Прогнозирование остаточной газонасыщенности пласта: дис. канд. техн. наук: І. М. Фик — Івано-Франківськ, 1981. — С. 227.
- 1984—1993 — завідувач відділу розробки родовищ (УкрНДІгаз).
- 1993—1996 — заступник директора з геології та розробки родовищ (УкрНДІгаз).
- 1996—2000 — директор інституту (УкрНДігаз).
- 2000—2008 — заступник директора з наукових питань розробки нафтових та газових родовищ (УкрНДІгаз).
- З 2010 року (Академік та віце-президент Української нафтогазової академії, Лауреат Державної премії України в галузі науки і техніки, Заслужений працівник Укргазпрому).
- Професор НТУ «ХПІ», завідувач кафедри «Видобування нафти, газу та конденсату».
- НТУ ім. Каразіна, м. Харків.

Пізніше створив та керував інститутом транспорту газу ДК «Укртрансгаз». У 2010-х роках створив та очолив кафедру «Видобування нафти, газу та конденсату» НТУ «Харківський політехнічний інститут».
І. М. Фик — керівник і співавтор сотень прикладних проектів розробки газових і газоконденсатних родовищ України, в тому числі з важковидобувними запасами. Нові технології сайклінг-процесу та розробки родовищ на пізній стадії впроваджені на Новотроїцькому, Котелевському, Тимофіївському, Куличихінському, Шебелинському та інш. родовищах, що забезпечило додатковий видобуток газу лише в 2002—2010 понад 13 000 000 000 м3, конденсату — понад 1 000 000 тонн.
Фик І. М. на цей час є членом редколегій наукових видань нафтогазового профілю, співавтором та керівником інноваційних проектів міжнародного наукового співробітництва, консультує студентів, дисертантів в Україні, закордонну наукову спільноту.

## Творчий доробок
У 2011-2018 р.р. Фик Ілля Михайлович за сумісництвом очолював наукові роботи в ТОВ «Карпатигаз», працюючи над збільшенням видобутку газу та конденсату з родовищ України. 
І. М. Фик має понад 400 друкованих праць, зокрема монографій, статей, авторських свідоцтв, патентів, підручників і посібників. Він також є автором 80 інноваційних технічних рішень, з яких 14 захищені авторськими свідоцтвами СРСР‚ патентами України — 60‚ патентами Росії — 6. Автор ряду підручників та посібників, зокрема:

### Основні монографії та підручники, посібники
- Бітумонафтогазогеологічне районування, нафтові і газові родовища та підземні сховища газу України : монографія/ О. О. Орлов, І. М. Фик, В. С. Боднарчук, А. П. Мазур ; ред. О. О. Орлов. — Івано-Франківськ : Симфонія форте, 2015.
- Краткий словарь по геологии нефти и газа, нефтегазопромысловому делу. / В.О. Соловьев, И.М. Фык, С.В. Кривуля и др. — Х.: НТУ «ХПИ», 2013.

### Вагомі НДР та патенти
Винаходи та науково-виробничі досягнення І. Фика стосуються актуальних прикладних задач, спрямованих на підвищення ефективності, швидкості та якості видобутку, підготовки, зберігання та транспорту вуглеводнів; підвищення газоконденсатовилучення з продуктивних пластів, оптимальну реконструкцію свердловин, обладнання, об'єктів та систем видобування газу.

#### Науково-дослідні роботи
- Григорьев В. С. Коррективы к уточненному проекту разработки Шебелинского месторождения / В. С. Григорьев, И. М. Фык, А. И. Каратанов и др// Отчет. Фонды Укрниигаза. — Х.,1974.
- Григорьев В. С. Дополнение к проекту разработки Шебелинского месторождения / Григорьев В. С., И. М. Фык // Отчет по теме 3/76. Фонды Укрниигаза. — Х., 1977.
- Лагутин А. А. Геологическое строение и подсчет запасов газа и конденсата Котелевского месторождения / А. А. Лагутин, И. М. Фык, С. В. Литвин и др.// Отчет. задание Мингазпрома М-13-78. тема 41/78. Фонды Укрниигаза. — Х., 1979.
- Григорьев В. С. Проект разработки Тимофеевского нефтегазоконденсатного месторождения с применением сайклинг-процесса / В. С. Григорьев, И. М. Фык, Е. С. Бикман и др. // Отчет по теме 1/80. Этап 6. Фонды Укрниигаза. — Х., 1980.
- Григорьев В. С. Подсчет запасов газа и конденсата Шебелинского месторождения по падению пластового давления / В. С. Григорьев, И. М. Фык, Т. Л. Прокофьева и др.// Отчет по теме 1.8.42/81. Этапы 1,2,3,4. Фонды Укрниигаза. — Х., 1981.
- Григорьев В. С. Анализ текущего состояния разработки многопластового Лобачевского месторождения в режиме регулятора газоснабжения / В. С. Григорьев, И. М. Фык, Е. С. Бикман //Отчет по заказ-наряду 2.6.30/82-83. Этап 4. Фонды Укрниигаза. — Х., 1983.
- Григорьев В. С., Фык И. М., Бикман Е. С. и др. Анализ разработки и рекомендации по подготовке к сайклинг-процессу Котелевского ГКМ / В. С. Григорьев, И. М. Фык, Е. С. Бикман и др. // Отчет по заказ-наряду 1.9.12/81-83. Этапы 1.7; 4. Фонды Укрниигаза. — Х., 1983.
- Фык И. М. Анализ разработки Тимофеевского НГКМ с уточнением геологического строения и запасов нефти гор. Т-1 / И. М. Фык, В. С. Григорьев, А. А. Лагутин // Отчет Укрниигаза по дог. 501.22/86-90; 404.110/88-90.- Х., 1988.
- Фык И. М. Комплексный анализ состояния разработки Новотроицкого ГКМ в режиме сайклинг-процесса / И. М. Фык, А. И. Гутников, Ю. С. Старостин // Отчет Укрниигаза. — Х., 1989.
- Фык И. М. Комплексный проект доразработки Шебелинского ГКМ / Отчет о НИР (заключит.) / И. М. Фык, В. С. Григорьев, С. Я. Богданович и др. // Укрниигаз. — Дог. 501.141/89-90, этапы 1 — 8; № ГР 01900020973; Инв. № 0-2345. — Х., 1990.
- Фык И. М. Анализ разработки Котелевского ГКМ. Авторский надзор за внедрением сайклинг-процесса / И. М. Фык, В. С. Григорьев, Т. Е. Прокофьева и др. // Отчет о НИР /Укрниигаз. — Дог. 501.22/88-90, этап Р3.1; № ГР 01880063240; Инв. № 4249 дсп. — Х., 1990.
- Фык И. М. (руков. НИР) Комплексный проект разработки Куличихинского ГКМ с применением технологии поддержания пластового давления / И. М. Фык, В. С. Григорьев, Т. Е. Прокофьева //Отчет о НИР / Укрниигаз. — Лог. 51.4/91-93; № ГР — б/н; Инв. № 0 — 2495. — Х., 1992.
- Фык И. М. (руков. НИР) Теоретические, экспериментальные и промысловые исследования новых систем разработки нефтяных оторочек ГКМ при сайклинг-процессе / И. М. Фык, В. Е. Спивак // Отчет о НИР (заключит.) / Укрниигаз. — Дог. 51.327/92-93; № ГР UА 01005808Р; Инв. № 0-2537. — Х., 1993.
- Фык И. М. (руков. НИР) Анализ текущего состояния разработки гор. Т-1 Тимофеевского НГКМ в режиме сайклинг-процесса / И. М. Фык (руков. НИР) В. С. Григорьев, Е. С. Бикман // Отчет НИР / Укрниигаз. — Дог. 50.301/95-96; № ГР — б/н; Инв. № 0-3166; Х., 1996.
- Фик І. М. (керівник НДР) Проект дослідно-промислової розробки Східно-Казантипського газового родовища / І. М. Фик (керівник НДР), В. Я. Шаєв, І. І. Борисовець // Звіт, Фонди Укрндігазу. — Х., 2001.
- Фик І. М. Авторський нагляд за впровадженням сайклінг-процесу на Котелевському ГКР / І. М. Фик, В. Є. Співак, Т. О. Прокоф'єва // Дог. 50. 405/2001.Укрндігаз. — Х., 2001.
- Фик І. М.(керівник НДР) Авторський нагляд за впровадженням сайклінг-процесу на Тимофіївському НГКР / І. М. Фик, В. Є. Співак, В. М. Касьян // Дог. 50. 409/2001. Укрндігаз. — Х., 2001.
- Фик І. М. (керівник НДР) Перспективи підвищення ефективності сайклінг-процесу на Котелевському газоконденсатному родовищі / І. М. Фик, В. Є. Співак, Т. О. Прокоф'єва, В. Н. Колісник // Фонди УкрНДІгазу, Звіти 2001—2002. Укрндігаз. — Х., 2001—2002.
- Фик І. М. (керівник НДР Доповнення до коректив розробки Яблунівського НГКР з техніко-економічним обгрунтуванням віднесення запасів газу покладів горизонтів В-17 та Т+Д до категорії важковидобувних / І. М. Фик, І. І. Борисовець, В. Я. Шаєв// Звіт. Дог. 100 УГВ (50.108/2001-2002), Фонди УкрНДІгазу. — Х., 2002.
- Фик І. М. (керівник НДР) Інвестиційна пропозиція розміщення капітальних вкладень в 2004 році, спрямованих на збільшення видобутку газу, конденсату, нафти на підприємствах ДК «Укргазвидобування» / І. М. Фик, Т. М. Галко, В. Г. Щербина та інш. // Звіт. Додаткова особливо важлива робота, Фонди УкрНДІгазу. — Х., 2003.
- Фик І. М.(керівник дог.) Перспективи розробки газових, газоконденсатних і нафтових родовищ ДК «Укргазвидобування» / І. М. Фик, С. О. Саприкін, І. І. Борисовець та інш.// Звіт Дог. 100 УГВ(50.108 2002—2003), УкрНДІгаз. — Х., 2003.
- Фик І. М. (керівник НДР), Співак В. Є., Прокоф'єва Т. О. Науковий супровід впровадження сайклінг-процесу на Котелевському ГКР / І. М. Фик, В. Є. Співак, Т. О. Прокоф'єва // Звіт Дог. 100 ПГВ/2002-2003 (50.465), УкрНДІгаз. — Х., 2003.
- Фик І. М. (керівник НДР) Аналіз результатів промислового експерименту з ступінчастого сайклінг-процесу та рекомендації з подальшої розробки газоконденсатного покладу гор. С-5 Котелевського ГКР / І. М. Фик та інш.// Звіт Дог. 100 ПГВ/2004-2004-5/13(50.412/2004-2004), УкрНДІгаз. — Х., 2004.
- Фик І. М. (керівник НДР) Науковий супровід впровадження сайклінг-процесу на Тимофіївському НГКР / І. М. Фик (керівник НДР), Співак В. Є., Касьян В. М. та інш. // Звіт Дог. 100 ПГВ/2003-2003 (50.466), УкрНДІгаз. — Х., 2003.
- Фик І. М. (керівник НДР) Проект розробки Кавердинського ГКР / І. М. Фик, І. І. Борисовець та інш. // Звіт УКрНДІгаз. — Х., 2003—2004.
- Фик (керівник) Комплексна технологічна та техніко-економічна оцінка розробки групи газових родовищ (Одеського, Безименного) з підтриманням пластового тиску на Шторомовому газоконденсатному родовищі в акваторії Чорного моря/ І. М. Фик, І. І. Борисовець, В. Г. Щербина та інш., 2004.
- Фик (керівник НДР) Доповнення до проекту розробки Шебелинського родовища з обгрунтуванням віднесення запасів газу до категорії важковидобувних та виснажених / І. М. Фик, В. Є. Співак та інш. // Звіт УкрНДІгазу. — Х., 2004.
- Фесенко Ю. Л. Стан і перспективи розробки Шебелинського газоконденсатного родовища/ Ю. Л. Фесенко, Є. О. Волосник, І. М. Фик // Нафтова і газова промисловість. — 2009. № 5-6. — С. 24-28.
- Синюк Б. Б. Стан і перспективи видобування газу, конденсату і нафти з родовищ з ДК «Укргазвидобування» / Б. Б. Синюк, В. В. Дячук, І. М. Фик, А. В. Лизанець // Зб. наук. праць наук.-практ. конф. «Стан і перспективи розробки родовищ нафти і газу України», м. Івано-Франківськ, 18-19 листопада 2003. — С. 29-33.
- Фик І. М. Перспективи нарощування видобутку газу в Україні / Матеріали 5-ї міжнар. наук.конф. «Нафта-Газ України–98», Полтава, 15-17 вер. 1998 р./ І. М. Фик. // Полтава: УНГА, 1998. — Т.1.– С. 122—123.
- Фик І. М. К вопросу обводнения Шебелинского месторождения / І. М. Фик, В. С. Григор'єв, Д. Р. Сороченко // Нефтяная и газовая промышленность. — 1989. — № 4. — С. 26-29.
- Фесенко Ю. Л. Системний аналіз динаміки об'ємів видобутку газу з родовищ на завершальній стадії їх розробки (на прикладі Шебелинського газоконденсатного родовища/ Ю. Л. Фесенко, І. М. Фик, С. В. Кривуля// Матеріали міжнар. наук.-техн. конф. «Проблеми і перспективи транспортування нафти і газу», м. Івано-Франківськ, 15-18 травня 2012 р. — Івано-Франківськ: ІФНТУНГ, 2012. — С. 35-38.
- Фесенко Ю. Л. Особливості визначення дебітів свердловин газових та газоконденсатних родовищ пізньої стадії розробки/ Ю. Л. Фесенко, І. М. Фик, С. В. Кривуля та інші./ Питання розвитку газової промисловості України: зб. наук. праць. Вип ХХХІХ. — Харків: УкрНДІгаз, 2011. — С. 172—177.
- Фик І. М. Підвищення видобутку газу оптимізацією термобаричних умов експлуатації свердловин / І. М. Фик, О. М. Шендрик// Розвідка та розробка нафтових і газових родовищ. — 2006. № 4 (21).- С.
- Фесенко Ю. Л. Термобаричні аспекти підготовки газу свердловин Шебелинського ГКР / Ю. Л. Фесенко, І. М. Фик, С. В. Кривуля, О. М. Шендрик, В. І. Коцаба// Питання розвитку газової промисловості України: зб. наук. праць. Вип ХХХІХ. — Харків: УкрНДІгаз, 2011. — С. 177—184.
- Фик І. М. Стан розробки та шляхи підвищення вуглеводне вилучення газоконденсатних родовищ України.// І. М. Фик, І. І. Борисовець, Є. С. Бікман, В. Є. Співак// Метеріали VIII ………..
- Фик І. М. Розробка та впровадження високоефективних технологій видобування та постачання газу для досягнення енергетичної безпеки держави/ І. М. Фик. — К: НАН України, Колега, 2005.
- Фик І. М. Ступінь забруднення атмосферного повітря викидами підприємств ДК «Укргазвидобування»/ І. М. Фик, Т. П. Кравченко, П. П. Кудінов// Питання розвитку газової промисловості України. Вип.33.– Харків: УкрНДІгаз, 2005. — С.
- Фесенко Ю. Л. Комплексне рішення контролю роботи газових свердловин та керування режимами відбору газу — інноваційний шлях підвищення ефективності розробки родовищ та зниження виробничих витрат/ Ю. Л. Фесенко, І. М. Фик, О. М. Шендрик// Нафтогазова енергетика. — 2008. — № 4. — С. 82.
- Фик І. М. Підвищення видобутку газу оптимізацією термобаричних умов експлуатації свердловин/ І. М. Фик, О. М. Шендрик// Розвідка та розробка нафтових і газових родовищ. — 2006. — № 4. — С.
- Фик І. М. Спосіб запобігання випаданню конденсату в пласті / І. М. Фик// Нафтова і газова промисловість. — 1997. — № 3.
- Фик І. М. К вопросу дефицита влаги в добіваемом газе Шебелинского месторождения/ І. М. Фик, В. И. Алексюк// Нефтяная и газовая промішленность — Киев, 1977. — № 2. — С.

#### Патенти
- Пат. 9720 Україна, МПК E21B 43/00. Спосіб оптимальної експлуатації свердловин в умовах критичних параметрів/ Фик І. М., Шендрик О. М., Синюк Б. Б., Фесенко Ю. Л., Волосник Є. О., Жмурков В. І.; заявник і патентовласник ДК «Укргазвидобування» НАК «Нафтогаз України». — № u200502469; Заявл. 18.03.2005; Опубл. 17.10.2005, Бюл. № 10.
- Пат. 10974 Україна, МПК E21B 37/06. Спосіб запобігання гідратним і сольовим утворенням та корозії в насосно-компресорних трубах і шлейфах / Фик І. М., Шендрик О. М., Сенишин Я. І., Фесенко Ю. Л., Волосник Є. О.; заявник і патентовласник ДК «Укргазвидобування» НАК «Нафтогаз України». — № u200502475; Заявл. 18.03.2005; Опубл. 15.12.2005, Бюл. № 12.
- Пат. 16329 Україна, МПК E21B 43/00. Процес регулювання температури газу на усті свердловини / Фик І. М., Шендрик О. М., Фесенко Ю. Л., Сенишин Я. І.; заявник і патентовласник ДК «Укргазвидобування» НАК «Нафтогаз України». — № u200510972; Заявл. 21.11.2005; Опубл. 15.08.2006, Бюл. № 8.
- Пат. 16378 Україна, МПК E21B 33/00, E21B 43/00. Спосіб термоізоляції підземного обладнання свердловин / Фик І. М., Шендрик О. М., Фесенко Ю. Л., Сенишин Я. І.; заявник і патентовласник ДК «Укргазвидобування» НАК «Нафтогаз України». — № u200512483; Заявл. 23.12.2005; Опубл. 15.08.2006, Бюл. № 8.
- Пат. 25655 Україна, МПК E21B 43/00, E21B 21/14. Піноутворювач «Реагент для піни РП-1» / Фесенко Ю. Л., Куль А. Й., Щербина О. В., Фик І. М., Волосник Є. О., Каплуновський А. О., Щербина В. Г.; заявник і патентовласник ДК «Укргазвидобування» НАК «Нафтогаз України». — № u200705223; Заявл. 14.05.2007; Опубл. 10.08.2007, Бюл. № 12.
- Пат. 77029 Україна, МПК(2007) E21B 43/12. Спосіб експлуатації газових свердловин, що працюють методом періодичного відбирання газу / Кривуля С. В., Коцаба В. І., Шендрик О. М., Фик І. М., Фесенко Ю. Л.; заявник і патентовласник ДК «Укргазвидобування» НАК «Нафтогаз України». — № u201208526; Заявл 10.07.2012; Опубл. 25.01.2013, Бюл. № 2.
- Пат. 20735 Україна, МПК(2007) E21B 47/00, E21B 43/00. Спосіб газогідродинамічних досліджень фільтраційних властивостей пластів / І. М. Фик, Б. Б. Синюк, І. І. Борисовець, В. Г. Щербина та інші.; Опубл. 15.02.2007, Бюл. № 2.
- Пат. 21315 Україна, МПК(2006) B01D 45/14, (2007.01) F25B11/00. Турбосепаратор / І. М. Фик, І. Й. Рибчич, Б. Б. Синюк, В. М. Світлицький, О. М. Шендрик та інші.; Опубл. 15.03.2007, Бюл. № 3.
- Пат. 21325 Україна, МПК E21B43/18 (2007.01), E21B 43/20(2007.01). Спосіб розробки газоконденсатного покладу/ І. М. Фик, І. Й. Рибчич, В. Є. Співак, Т. А. Швейкіна; Опубл. 15.03.2007, Бюл. № 3.
- Пат. 24956 Україна, МПК(2006) Е21В43/00. Спосіб видалення рідини зі шлейфів газоконденсатних свердловин / І. М. Фик, Воловецький В. Б., Щирба О. М.; Опубл. 25.07.2007, Бюл. № 11.
- Пат. 25655 Україна, МПК(2006) E21B43/00 E21B21/14 (2007.01). Піноутворювач «Реагент для піни РП-1» / І. М. Фик, Ю. Л. Фесенко, А. Й. Куль, О. В. Щербина, Є. О. Волосник, А. О. Каплуновський, В. Г. Щербина; Опубл. 10.08.2007, Бюл. № 12.
- Пат. 27079 Україна, МПК(2006) E21B43/22. Спосіб експлуатації газоконденсатних свердловин / І. М. Фик, Є. М. Бакулін, М. М. Яворський, О. В. Щербина, А. Й. Куль; Опубл. 10.10.2007, Бюл. № 16.
- Пат. 27708 Україна, МПК(2006) E21B43/00, E21B21/14. Піноутворювач «Реагент для піни РП-1К» / І. М. Фик, О. В. Щербина, В. Г. Щербина, А. О. Каплуновський; Опубл. 12.11.2007, Бюл. № 18.
- Пат. 32349 Україна, МПК(2006) F16L 53/00, F17D 1/00, F01K 23/0. Трансформатор потенційної енергії потоку у теплову енергію / Ю. О. Клюк, І. М. Фик; Опубл. 12.05.2008, Бюл. № 9.
- Пат. 82943 Україна, МПК(2006) B01D 45/14, F25B11/00. Турбосепаратор / І. Й. Рибчич, Б. Б. Синюк, І. М. Фик, В. М. Світлицький, О. М. Шендрик та інші.; Опубл. 26.05.2008, Бюл. № 10.
- Пат. 34473 Україна, МПК(2006) E21B 43/34, B01D 53/00. Спосіб видобутку і підготовки природного газу / І. М. Фик, Ю. Л. Фесенко, О. М. Шендрик; Опубл. 11.08.2008, Бюл. № 15.
- Пат. 38009 Україна, МПК(2006) F17C 5/00, B60S 5/00, B60P 3/00. Спосіб заправки автомобілів природним газом / І. М. Фик, Ю. Л. Фесенко, О. М. Шендрик; Опубл. 25.12.2008, Бюл. № 24.
- Пат. 38010 Україна, МПК(2006) F17C 5/00. Пристрій для підготовки і транспортування природного газу / І. М. Фик, Ю. Л. Фесенко, О. М. Шендрик; Опубл. 25.12.2008, Бюл. № 24.
- Пат. 85462 Україна, МПК(2006) E21B43/00, C09K 8/58, E21B21/14. Піноутворювач "Реагент для піни РП-1К"для видалення вуглеводневого конденсату з привибійної зони пласта, вибою та стовбура свердловини / І. М. Фик, О. В. Щербина, А. О. Каплуновський, В. Г. Щербина; Опубл. 26.01.2009, Бюл. № 2.
- Пат. 39366 Україна, МПК G01F 1/34 (2006.01). Спосіб визначення витрати газу, що транспортується / І. М. Фик, М. П. Химко, Ю. М. Пензій, Ю. В. Пономарьов, І. П. Гресєв, В. Б. Коток, О. О. Сендеров, О. А. Тевяшева, Є. М. Бантюков; Опубл.25.02.2009, Бюл. № 4.
- Пат. 39367 Україна, МПК(2009) F15D 1/00, F17D 5/00. Спосіб визначення коефіцієнта гідравлічного опору циклонного пиловловлювача / І. М. Фик, М. В. Беккер, М. П. Собчук, В. В. Трухачов, Л. М. Медведєва, В. Б. Коток, С. В. Дістрянов, О. О. Сендеров, Є. М. Бантюков; Опубл. 25.02.2009, Бюл. № 4.
- Пат. 40083 Україна МПК (2009) B01D 46/00, F17D 5/02. Спосіб керування циклонними пиловловлювачами на компресорній станції / І. М. Фик, Я. С. Марчук, М. П. Собчук, В. В. Трухачов, В. Б. Коток, Ю. В. Пономарьов, В. І. Щербина, О. О. Сендеров, Є.М Бантюков; Опубл. 25.03.2009, Бюл. № 6.
- Пат. 40734 Україна МПК (2009) E21C 41/00. Спосіб створення, експлуатації та реконструкції підземних сховищ газу у виснажених газових, газоконденсатних і нафтових родовищах та водоносних пластах / І. М. Фик, А. М. Федутенко, Б. О. Клюк, Р. Л. Вечерік, О. І. Ткач; Опубл. 27.04.2009, Бюл. № 8.
- Пат. № 43208 Україна, МПК(2009) F16L 53/00, F17D 1/00. Трансформатор потенційної енергії потоку у теплову енергію / М. П. Собчук, І. М. Фик; Опубл. 10.08.2009, Бюл. № 15.
- Пат. № 88623 Україна, МПК(2009) E21B43/12, E21B 34/00. Пристрій оптимізації тиску газу в свердловині / І. М. Фик, Б. Б. Синюк, Ю. Л. Фесенко, О. М. Шендрик, Є. О. Волосник, В. І. Жмурков; Опубл. 10.11.2009, Бюл. № 21.
- Пат. № 89336 Україна, МПК(2009) C02F 1/48. Пристрій для магнітної обробки води / І. М. Фик, Д. Ф. Донской, Ф. П. Донской, П. Ф. Слесар; Опубл. 11.01.2010, Бюл. № 1.
- Пат. 89998 Україна, МПК(2006) F16L 53/00, F17D 1/04. Трансформатор потенційної енергії потоку у теплову енергію / Б. О. Клюк, І. М. Фик; Опубл. 25.03.2010, Бюл. № 6.
- Пат. 90914 Україна, МПК(2009) В01D 19/00. Розширювальна камера / І. М. Фик, Д. Ф. Донской, Ф. П. Донской, П. Ф. Слесар; Опубл. 10.06.2010, Бюл. № 11.
- Пат. № 91262 Україна, МПК G01F 1/34 (2006.01). Спосіб визначення витрати транспортованого газу / І. М. Фик, М. П. Химко, Ю. М. Пензій, Ю. В. Пономарьов, І. П. Гресєв, В. Б. Коток, О. О. Сендеров, О. А. Тевяшева, Є. М. Бантюков;Опубл. 12.07.2010, Бюл. № 13.